# Рудавец (Каменецкий район)
Рудавец (бел. Рудавец) — деревня в Каменецком районе Брестской области Белоруссии. Входит в состав Волчинского сельсовета. Население — 34 человека (2019).

## География
Рудавец находится в 17 км к югу от города Высокое и в 23 км к северо-западу от центра Бреста. В 1,5 км к югу протекает река Западный Буг, по которой здесь проходит граница с Польшей, деревня включена в приграничную зону с особым порядком посещения. Близ восточной окраины деревни проходит граница с Брестским районом. По южной окраине деревни проходит Мотыкальский канал со стоком в Западный Буг. Местная дорога соединяет Рудавец с дорогой Ставы — Вельямовичи.

## История
Рядом с современной деревней Рудавец располагалось старинное имение Лозовица, история деревни неразрывно с ним связана. В XV-начале XVI века Лозовица была фамильным имение рода Лозовицких, в середине XVI века принадлежала Ильиничам, впоследствии многократно меняла хозяев.
В XVII веке входила в состав Берестейского повета Берестейского воеводства Великого княжества Литовского. После третьего раздела Речи Посполитой (1795) Лозовица в составе Российской империи, принадлежала Брестскому уезду Гродненской губернии.
В конце XVIII века имение Лозовица принадлежало Юзефу Дулембе, который начал строить здесь усадьбу. Тогда же была основана и деревня Рудавец рядом с имением. После гибели Юзефа во время восстания Костюшко имение перешло к его сыну, который в 1814 году продал его Иоахиму Брындзе. В конце XIX века усадьбой владел генерал Чичерин, в межвоенный период — сенатор Поставский, а последним владельцем имения перед 1939 годом был Марцелий Галчинский.
По переписи 1897 года в деревне Рудавец было 17 дворов и 121 житель.
Согласно Рижскому мирному договору (1921) деревня вошла в состав межвоенной Польши, где принадлежала Брестскому повету Полесского воеводства. В 1923 году насчитывала 7 дворов и 21 жителя. С 1939 года в составе БССР. В годы Второй мировой войны на фронтах погибли 11 жителей деревни.
В послевоенное время деревня оказалась в приграничной зоне, руины усадьбы, сильно пострадавшей в войну, были полностью разобраны, сохранились лишь фрагменты усадебного парка.